# 万能翻訳機
万能翻訳機（ばんのうほんやくき、英: Universal translator）は、多くのSF作品、特にテレビ番組でよく見受けられる架空の機械である。任意の言語を瞬時に翻訳できる。
超光速航法と同様、万能翻訳機は実現性が証明されていない技術であり、SFの中で便利な道具（いわゆる「SFガジェット」）として使われている。特に、異星人の言語の翻訳の難しさがプロット上重要でない場合に、ことを簡単に済ませるために使われることが多い。30分や1時間の番組で毎回新たな異星人が登場するような場合、毎回翻訳に苦労する場面を挿入すると、それだけで時間を消費するし、同じことの繰り返しが視聴者をいらだたせることになる。時には、異星人がこちらの言語を少し聴いただけで文法を理解し、通訳なしですぐに流暢に話すようになる、という場合もある。
現在のところ地球外文明との接触はないが、人工知能による暗号解読は試みられている。実際の自然言語処理技術については、機械翻訳や音声認識も参照。

## 概要
万能翻訳機は基本的に同時通訳するが、それまで一度も録音されたことがない言語の場合、正しく翻訳できるようになるまで時間がかかることがある。例えば、スタートレックの万能翻訳機はそのようになっている。もっともらしさを演出するため、その言語の放送電波を受信することで、新しい言語のデータベースを蓄積するという設定になっていることもある。
万能翻訳機が機械として存在する設定では、テレビ番組や映画で論理的破綻が生じることがある。例えば、万能翻訳機が見当たらないのに異星人が英語や日本語を話し、その場面の登場人物と何の問題もなく会話できていたりする。また、細かいことを言えば、異星人の口の動きが翻訳機の発する（とされる）音声と同期しているのがわかる場合もある。いずれにしても、万能翻訳機は本筋に関係ない部分を削除可能にし、銀河系のあらゆる種族が地球の言語を苦労して習得したというあり得ない仮定をしないで済むようにする。

## 個別の例

### 銀河ヒッチハイク・ガイド
『銀河ヒッチハイク・ガイド』の世界では、小さな魚（バベル魚）によって翻訳が行われる。魚を耳の中に入れると、宿主に話しかけた者の精神波を吸収し、宿主の脳に翻訳を排泄する。
また、バベル魚によって皆が互いに理解できるようになったため、戦争が引き起こされてきた、とも記されている。さらに、バベル魚は自然に進化して発生するとは考えられないため、創造主としての神の存在を証明しているとも言われる。神が存在するには信仰が必要だが、この証明は信仰を不要とするため、結果として神は論理の中で吹き消されてしまう。
厳密には万能翻訳機ではない。

### スター・ウォーズ
『スター・ウォーズ・シリーズ』では、銀河全体で通用するリングワ・フランカ（共通語）である Galactic Basic という言語があり、英語に極めて似ている（ただし、文字は Aurebesh と呼ばれ、アルファベットとは異なる）。これは、本当に英語そっくりなのか、映画として英語に翻訳されているという設定なのか定かではない。『スターゲイト』とは異なり、種族が異なれば言語も異なり、字幕で翻訳されるか、通訳を演じる登場人物が登場する。スター・ウォーズの世界で銀河全体で通用する言語があるという設定は、銀河全体の統一政府（古い共和国）が存在したという設定と矛盾しない。
また、C-3POは翻訳ロボットなので、原始的な言語でない限り、ほとんどの言語を翻訳することが可能である。現に、R2-D2がしゃべった言葉を翻訳しているシーンが多々ある。

### スター・ファイター
『スター・ファイター』では、主人公アレックス・ローガンはスター・ファイターとしてスカウトされる。そして、シャツの襟にチップを装着され、異星人の言語を英語として聴くことができるようになる。

### スターゲイト
『スターゲイト SG-1』および『スターゲイト アトランティス』では、翻訳機は登場せず、多くの異星人が英語を話している。制作者はこれについて、登場人物が新しい言語を学習する場面を描写するのに要する10分の尺を省略するためとしている（SG-1の初期のエピソードで、そのような場面を挿入することが難しいことが明らかとなったため）。SG-1 シーズン8の最後のエピソードでは、紀元前3000年に行き、そこで当時の人々に英語を教えている様子が描かれている。
特筆すべき例外として、ゴアウルドは独自の言語を話す。ゴアウルドの台詞が字幕で翻訳されることはほとんどないが、第三者が通訳の役割を果たすことはある。アスガードも独自の言語を話すが、これは実際には英語の音声を逆回しにしたものである。

### スタートレック
『スタートレック』では、『スタートレック:エンタープライズ』でエンタープライズ (NX-01) の通信士ホシ・サトウが万能翻訳機（スタートレックでは「宇宙翻訳機」と訳されることが多い）を使い、のちに「翻訳マトリックス（linguacode matrix）」を発明する。22世紀末ごろ、地球上の主な言語間の同時通訳に使われ始めた。徐々に言語の障壁がなくなってくると、地球は恒久的平和を実現できるようになった。異星人の言語など、未知の言語の翻訳はより困難を伴った。
万能翻訳機は非生物的生命体とのコミュニケーションの翻訳もできる（オリジナルシリーズのエピソード「華麗なる変身」）。『新スタートレック』のエピソード「移民の歌」では、シェリアク人の言語を翻訳できないという事態が生じ、惑星連邦は異星人が地球の言語を翻訳するのに依存せざるを得なくなる。シェリアク人の言語には複雑な法律用語的意味が含まれているために万能翻訳機で翻訳できなかったのではないかと考えられる。同じく新スタートレックのエピソード「謎のタマリアン星人」でも万能翻訳機が使えない事態が発生する。これは、タマリアン人の言語がメタファーを何重にも使っているためとされている。
惑星連邦の他のテクノロジとは異なり、万能翻訳機が故障することはほとんどない。フェイザーは不活性化させられることがあり、コミュニケータはブロックされ、シールドは破られ、ワープコアは壊れるが、万能翻訳機は常にうまく機能し、登場人物たちは何が起きているかをつねに把握する。カーク船長の時代によく使われるが（頻繁に英語を話せない種族とコミュニケーションしていたため）、その後も使われ続けたのかは不明である。
「華麗なる変身」というエピソードは、唯一、万能翻訳機の形状が映し出される。カーク船長の時代には、クリンゴン語の翻訳は完璧ではなかった。『スタートレックVI 未知の世界』では登場人物たちは紙に印刷された本を使ってクリンゴンと会話する。これはパヴェル・チェコフが、翻訳機を使うとクリンゴンにそれが分かると言ったためである。ウフーラ役のニシェル・ニコルズはこのシーンに関して、通信士であるウフーラはクリンゴン語にも精通しているはずだと抗議したという。この映画のノベライズ版では、和平交渉に反対する者が破壊工作して万能翻訳機が使えなくなったため、という設定になっていた。
24世紀には、万能翻訳機は宇宙艦隊の乗組員の身につけているコミュニケータ・ピンに組み込まれているという設定であったが、エピソードによってはそれを奪われても異星人とコミュニケーションできる。
『スタートレック:ディープ・スペース・ナイン』では、カーデシア人が万能翻訳機を使っている様子が描かれている。異星人の言語を処理できるようになるまで若干時間がかかり、最初は意味不明の音声だが、徐々に意味の通る翻訳が行われるようになる。フェレンギ人は習慣的に耳に万能翻訳機を埋め込んでいる。「フェレンギ人囚わる」というエピソードでは、翻訳機を持たない地球人がフェレンギ人の翻訳機が機能するようになっただけでフェレンギ人の言葉を理解できるようになる。同様に、スタートレックシリーズを通して、一方が1つの万能翻訳機を持っていればその場にいる全員に翻訳結果がわかるようになっているとしか解釈できない場面が多々ある。
万能翻訳機は、話者の発声を物理的に変えるわけではない（話者は自身の言語で話している）が、聴いている側は異星語ではなく翻訳された言葉を耳にしている。したがって聴きなれない修辞は翻訳されるだけでなく何らかの置換がなされている。

### ドクター・フー
『ドクター・フー』では、テレパシーフィールドを使い、ターディスが書かれた文字も音声も含め大半の言語を乗組員や付近の人間が理解できる言語に自動翻訳する。また、乗組員の言語もその時代や場所にふさわしいように翻訳する。例えば古代ローマでは、適切なラテン語の方言を話しているようにみせかける。ただし、宇宙誕生以前から存在する可能性があるほど古い言語になると翻訳不能に陥る。
ターディスを中心とする翻訳機を含むシステムはテレパシーによってパイロットであるドクターとリンクしており、ドクターが無能力化されると翻訳機能などが不安定になる。
また2005年クリスマススペシャル「クリスマスの侵略者」においては、イギリス政府が所有する万能翻訳機が登場した。ドクターが昏睡状態でターディスによる自動翻訳が機能しない間、シコラックス語の英訳をこの端末で行った。最初のうちはシコラックス語の文法や語彙を把握するために時間を要したが、それ以降はリアルタイムでの翻訳が可能となっていた。

### ファースケープ
『ファースケープ』という番組では、主人公ジョン・クリストンは、万能翻訳機の役目を果たす細菌に感染させられる。この細菌は脳幹にコロニーを形成し、耳から入ってきた音声を翻訳して脳に渡す。感染者は母語以外が話せるようになるわけではないので、同じように細菌に感染している者が相手でないと話が通じない。スラングの翻訳に失敗することがあり、字義通りに翻訳してしまう。また、パイロットの母語は何重にも意味があるため、翻訳できない。モイヤの乗組員はジョン・クリストンから英語を学んでいたため、後に地球を訪れたときに感染していない地球人とも会話可能であった。また、翻訳細菌に感染できない種族もいて、自力で異星人の言語を学ぶ必要がある。
厳密には万能翻訳機ではない。

### フューチュラマ
『フューチュラマ (アニメ)』では普通に英語が使われているが、これは地球が銀河系の政治の中心になっているためと考えられる。ヒューバート・J・ファーンズワース教授が開発した万能翻訳機が登場するが、これは任意の言語を（舞台となる30世紀では）既に使われていないフランス語に翻訳するものだった（フランス版では代わりにドイツ語に翻訳するという設定になっていた）。
ファーンズワース: これが万能翻訳機だ。あいにく今のところ、役に立たない死語にしか翻訳できない。
Cubert: ハロー
万能翻訳機: ボンジュール
ファーンズワース: 訳分からん！

### その他
- 『地球防衛軍』では、宇宙人のミステリアンが地球の言語で地球人に話しかけるが、これは翻訳機を使用している設定である[4]。翻訳機を通しているため、特殊な声になっている[4]。特殊な声でワレワレハウチュウジンダと言う遊びは、この映画の特殊な声に由来するという説がある[5]。
- 『ウルトラマン』では、科学特捜隊のイデ隊員が開発した「パンスペースインタープリター」が登場し、バルタン星人の言語の翻訳に使われた。その後、シリーズを経るに従って、最初から何の説明もなく日本語を話す宇宙人が多くなっていった。初作の続編的なストーリーの漫画作品『ULTRAMAN』でも、異星人間の翻訳機が登場している。
- 『宇宙戦艦ヤマト』では、ガミラス人ヤレタラの話すガミラス語「ツバクカンサルマ」をアナライザーが翻訳する場面があるが、他の場面でのガミラス人は全て日本語を話している。リメイク作品である『宇宙戦艦ヤマト2199』では、各異星人が異なる言語を使用しながら自然に対話する描写がされている。
- 『鉄腕アトム』の主人公アトムは60～160ヶ国語で会話できるほか、異星人のものなど未知の言語も解析・翻訳できる機能を持つ。
- 『ドラえもん』の「ほんやくコンニャク｣は万能翻訳機の役目を果たす食品であり、食べるだけでどんな言語も使えるようになる。
- 『パーマン』のパーマンマスクは耳の部分にあるダイヤルを回すことで万能翻訳機になる。
- 板橋しゅうほうの『セブンブリッジ』では、耳に装着する形の万能翻訳機（翻訳イヤホン）が登場する。双方が装着していないと会話が成り立たない。
- Universal Translator (UT) は、Ectaco社の多言語ハンドヘルド電子辞書のシリーズ名になっている。
- 『今日からマ王』では禁忌の箱を探しに一行が地球に行く時にアニシナが魔導翻訳機を開発していた。
- 『伝説巨神イデオン』では異星人（バッフ・クラン）が耳の穴に入れて使用する小型の「クズラウ式翻訳機」を用いて地球人と意思の疎通を行った。